# Estádio Azteca
O Estádio Azteca é um estádio de futebol localizado na Cidade do México, no México. É o maior estádio do país e é a casa da Seleção Mexicana de Futebol e de clubes como o Club América. Também já sediou partidas do Cruz Azul do Necaxa entre outros.
Inaugurado em 29 de Maio de 1966, sediou algumas partidas de futebol dos Jogos Olímpicos de Verão de 1968, mas foi na Copa do Mundo de 1970 que ganhou a devida importância.
Com capacidade para 87.523 torcedores sentados, também é conhecido como Coloso de Santa Úrsula, devido ao bairro onde é localizado o estádio.
É um dos únicos estádios a sediar duas finais de Copa do Mundo (1970 e 1986), além de outros nove jogos em 1970, igualando o Estádio Centenário de Montevidéu em número de jogos numa única Copa do Mundo, e outros oito jogos em 1986, num total de dezenove jogos, sendo o estádio que mais recebeu jogos na história das Copas. Vale ressaltar que este estádio viu dois dos maiores jogadores da história serem campeões mundiais: Pelé em 1970 e Maradona em 1986.
Além disso, recebeu também os Jogos Pan-americanos de 1975, o Campeonato Mundial de Futebol Sub-20 de 1983 e a Copa das Confederações de 1999.
Em 1997 foi comprado pela emissora de TV Televisa, que renomeou o estádio como Estadio Guillermo Cañedo, em homenagem a um executivo da emissora, falecido na época. Após a recusa do novo nome pela população, o estádio voltou a se chamar Azteca, numa referência à civilização pré-colombiana dos Astecas.
O primeiro jogo da NFL fora dos Estados Unidos aconteceu em 2 de outubro de 2005, no Estádio Azteca na Cidade do México entre o Arizona Cardinals e o San Francisco 49ers, curiosamente esse jogo é o que detém o maior público da história da NFL (a maior liga de futebol americano do mundo) com 103.467 espectadores.
O comediante Chespirito, famoso por ter interpretado o Chaves e Chapolin, foi velado no estadio no dia 30 de novembro de 2014.
O Estádio Azteca localiza-se na demarcação territorial de Coyoacán, nas imediações da Calzada de Tlalpan. O acesso ao estádio pode ser feito por meio: de linhas de ônibus que trafegam na Calzada de Tlalpan; da Estação Estadio Azteca, uma das estações do VLT da Cidade do México; de táxis; e de automóveis, que podem ficar em um estacionamento aberto situado ao lado do estádio. Será uma das sedes da Copa do Mundo FIFA de 2026, sendo escolhido como o estádio que receberá a partida de abertura do torneio.

## Eventos

### Esportivos

#### Copa do Mundo FIFA de 1970
Na Copa do Mundo FIFA de 1970, o Estádio Azteca sediou no total dez partidas, incluindo a final entre as seleções do Brasil e da Itália.
| Data        | 1ª equipe          | Placar | 2ª equipe          | Fase                | Público |
| ----------- | ------------------ | ------ | ------------------ | ------------------- | ------- |
| 31 de maio  | México             | 0–0    | União Soviética    | Grupo 1             | 107 160 |
| 3 de junho  | Bélgica            | 3–0    | El Salvador        | Grupo 1             | 92 205  |
| 6 de junho  | União Soviética    | 4–1    | Bélgica            | Grupo 1             | 95 261  |
| 7 de junho  | México             | 4–0    | El Salvador        | Grupo 1             | 103 058 |
| 10 de junho | União Soviética    | 2–0    | El Salvador        | Grupo 1             | 89 979  |
| 11 de junho | México             | 1–0    | Bélgica            | Grupo 1             | 108 192 |
| 14 de junho | Uruguai            | 1–0    | União Soviética    | Quartas de final    | 26 085  |
| 17 de junho | Itália             | 4–3    | Alemanha Ocidental | Semifinal           | 102 444 |
| 20 de junho | Alemanha Ocidental | 1–0    | Uruguai            | Decisão do 3º lugar | 104 403 |
| 21 de junho | Brasil             | 4–1    | Itália             | Final               | 107 412 |

#### Copa do Mundo FIFA de 1986
Na Copa do Mundo FIFA de 1986, o Estádio Azteca sediou no total nove partidas, incluindo a final entre as seleções da Alemanha Ocidental e da Argentina.
| Data        | 1ª equipe  | Placar | 2ª equipe          | Fase             | Público |
| ----------- | ---------- | ------ | ------------------ | ---------------- | ------- |
| 31 de maio  | Bulgária   | 1–1    | Itália             | Grupo A          | 96 000  |
| 3 de junho  | Bélgica    | 1–2    | México             | Grupo B          | 110 000 |
| 7 de junho  | México     | 1–1    | Paraguai           | Grupo B          | 114 600 |
| 11 de junho | Iraque     | 0–1    | México             | Grupo B          | 103 763 |
| 15 de junho | México     | 2–0    | Bulgária           | Oitavas de final | 114 580 |
| 18 de junho | Inglaterra | 3–0    | Paraguai           | Oitavas de final | 98 728  |
| 22 de junho | Argentina  | 2–1    | Inglaterra         | Quartas de final | 114 580 |
| 25 de junho | Argentina  | 2–0    | Bélgica            | Semifinal        | 114 500 |
| 29 de junho | Argentina  | 3–2    | Alemanha Ocidental | Final            | 114 600 |